# Антим III Видински
Антим (на гръцки: Άνθιμος, Антимос) е гръцки духовник, митрополит на Вселенската патриаршия.

## Биография
Служи като дякон в Преславската епископия. През октомври 1809 година в храма „Свети Апостоли“ в Търново е ръкоположен за праславски епископ. Ръкополагането е извършено от митрополит Макарий Търновски в съслужение с епископите Неофит Червенски и Антим Врачански. През май 1831 година е избран за видински митрополит. Умира в 1840 година.